# Derek Mathers
Derek Mathers, född 4 augusti 1993 i Strathroy, Ontario, är en kanadensisk före detta professionell ishockeyspelare (högerforward/back).
Han har bl.a. spelat för Lehigh Valley Phantoms i American Hockey League under sin karriär.